# ISO 3166-2:CY

Bezirke der Republik Zypern

Die Liste der ISO-3166-2-Codes für die Republik Zypern enthält die Codes für die 6 Bezirke.

Die Codes bestehen aus zwei Teilen, die durch einen Bindestrich voneinander getrennt sind. Der erste Teil gibt den Landescode gemäß ISO 3166-1 (für die Republik Zypern CY), der zweite den Code für den Bezirk wieder.
Die aktuellen Codes stehen auf der Seite der ISO unter #iso:code:3166:CY zur Verfügung.

| Bezirk    | Code  |
| --------- | ----- |
| Famagusta | CY-04 |
| Kyrenia   | CY-06 |
| Larnaka   | CY-03 |
| Limassol  | CY-02 |
| Nikosia   | CY-01 |
| Paphos    | CY-05 |

## Anmerkung
Die Codes berücksichtigen die Türkische Republik Nordzypern. Die dortige international nicht anerkannte Republik hat eine neue Gliederung in fünf Distrikte vorgenommen (Stand: 2018), die aber bisher in der ISO 3166-2 für die Türkei keine Änderung vorgenommen wurde, und für die bisher auch keine neue Kennzeichnung für ein unabhängiges Nordzypern beantragt wurde: Für Nordzypern gilt somit weiterhin die bisherige Einordnung in „CY“.